# 차단 (물리학)
물리학에서 차단(遮斷, 영어: cut-off 컷오프[*])는 어떤 물리량의 계산 과정에서 부여하는 최대 및 최솟값이다. 이는 양자역학 또는 상대성 이론과 같이 고려하지 않은 물리적 효과를 반영한 것일 수도 있고, 또는 재규격화 이론에서 조절의 일환으로 임의로 부여한 것일 수도 있다.
영어명 영어: cut-off 컷오프[*]는 "잘라냄"이라는 뜻이다. 이는 계산 과정에서 적분 범위를 임의로 제한하는 것을 잘라내기에 비유한 것이다.

## 적외 및 자외 차단
차단의 가장 대표적인 예는 에너지 또는 운동량 눈금에 대한 차단이다. 양자장론에서 등장하는 대부분의 적분은 매우 높은 또는 매우 낮은 에너지 및 운동량에서 발산한다. 높은 에너지 범위에서의 발산을 막기 위하여 최대 에너지 또는 운동량을 제한하는 것을 자외 차단(ultraviolet cut-off, UV 차단)이라고 하고, 낮은 에너지 눈금에서의 발산을 막기 위하여 최소 에너지 또는 운동량을 제한하는 것을 적외 차단(infrared cut-off, IR 차단)이라고 한다.
여기서 "적외" 및 "자외"는 양자 전기역학에서 유래한 것이다. 광자의 경우, 적외선은 가시광선보다 더 낮은 에너지를 가지고, 자외선은 가시광선보다 더 높은 에너지를 가진다. 광자에 대한 파인먼 도형의 적분에서, 적외 차단은 매우 긴 파장을 가진 적외선을 무시하게 하고, 자외 차단은 매우 짧은 파장을 가진 자외선을 무시하게 한다. 그러나 오늘날 "적외" 및 "자외"라는 용어는 입자의 종류에 관계없이 쓰인다.

## 계산에서의 효과
전형적인 차단의 사용례는 계산 과정에서 특이점이 생기는 것을 막는 것이다. 만약 일부 물리량이 에너지나 다른 물리량에 대해서 적분으로 계산된다면 차단은 적분의 한계를 결정할 것이다. 적당한 차단을 영이나 무한대로 보낼 때 정확한 물리학이 만들어진다. 그러나 이 적분들은 가끔 발산하여 차단이 필요하다. 물리량의 차단에 대한 의존성(특히 자외 차단)은 재규격화군 이론의 주된 논점이다.

## 같이 보기
- 적외 고정점
- 자외 고정점
- 적외선 문제

## 참고 문헌
- Peskin, Michael E.; Daniel V. Schroeder (1995년 10월). 《An Introduction to Quantum Field Theory》. Westview Press. ISBN 0-201-50397-2. 2014년 9월 2일에 원본 문서에서 보존된 문서. 2014년 4월 5일에 확인함.